# Bettwil
Bettwil là một đô thị trong huyện Muri thuộc bang Aargau ở Thụy Sĩ.